# Tem Hansen
Tem Hansen (ur. 18 stycznia 1984 w gminie Vallø, Dania) – farersko-duński piłkarz, występujący w roli pomocnika, w klubie Lyngby BK, który po nieudanym sezonie 2007/08 spadł do drugiej ligi duńskiej.

## Kariera klubowa
Tem Hansen rozpoczynał swą piłkarską karierę w sekcji juniorów klubiu Køge BK, blisko swego miejsca zamieszkania. Następnie przeszedł do kopenhaskiej drużyny Boldklubben af 1893, gdzie na jeden sezon został wcielony do kadry seniorów. Zaliczył wtedy sześć występów, nie strzeliwszy bramki. Następnie przeszedł do drugiego składu Brøndby IF na rok 2004, by następnie przenieść się na dwa lata do Fremad Amager, 24 marca 2005, po dwóch miesiącach negocjacji. Zagrał tam w 71 meczach, zdobywając cztery bramki. Mimo tego, że w sezonie 2005/06 zespół ten zdobył piąte miejsce w tabeli w kolejnym spadł na ostatnie miejsce i musiał przenieść się do trzeciej ligi duńskiej.
2007 rok, to kolejne przenosiny Tema Hansena. Tym razem trafił do pierwszoligowego ówcześnie Lyngby BK. Dwanaście razy Hansen wchodził na boisko w swym pierwszym sezonie dla nowego klubu, zdobywając dwie bramki, jednak jego drużyna zajęła ostatnie miejsce w tabeli sezonu 2007/08 i w następnym rozpoczęła rozgrywki w drugiej lidze.

## Kariera reprezentacyjna
Swą reprezentacyjną karierę Hansen rozpoczął w Danii, drużynie U19, gdzie rozegrał jedynie dwa mecze, 21 września 2001 ze Szkocją i 25 lutego 2003 z Belgią. Oba Dania przegrała 1-0.
W lutym 2007 roku do Hansena zwróciła się Farerska Federacja Piłkarska, proponując mu grę w składzie reprezentacji Wysp Owczych. Zawodnik przystał na to i 24 marca 2007 zadebiutował w przegranym 2-0 meczu z Ukrainą, zmieniając w 73 minucie Súniego Olsena.